# Eyjafjallajökull (glaciar)
Eyjafjallajökull (escucharⓘ, AFI: ['ɛɪ.jaˌfjatl̥aˌjœkʰʏtl̥]) es el sexto glaciar más grande y uno de los más antiguos de Islandia. Cubre un área de 78 km² y está situado sobre el volcán Eyjafjallajökull, en la región de Suðurland y al oeste del glaciar Mýrdalsjökull, de mayor tamaño.

## Etimología
Eyjafjallajökull es un término islandés compuesto por tres palabras: Eyja-fjalla-jökull. Eyja- es el plural genitivo de la palabra ey, que significa «isla». De hecho, se refiere al vecino archipiélago de las Islas Vestman. La parte central -fjalla- es el plural genitivo de fjall, que significa «montaña». El término Eyjafjöll se usa habitualmente para designar a las montañas y a la zona inhabitada del suroeste del volcán. La parte final -jökull significa «glaciar». Por lo tanto la traducción es “el glaciar en las montañas junto a las islas”.

## Historia
Los primeros mapas de Islandia marcaban Eyjafjallajökull como punto de referencia para los barcos que navegaban a la isla. El obispo de Hólar, Guðbrandur Þorláksson, lo incluía en 1570 en su mapa de Islandia (publicado en 1590).
Históricamente el glaciar también había sido nombrado como Austurjökull y como Hájökull.
Sveinn Pálsson fue la primera persona en ascender la cima del volcán, y en realizar un estudio científico del glaciar.

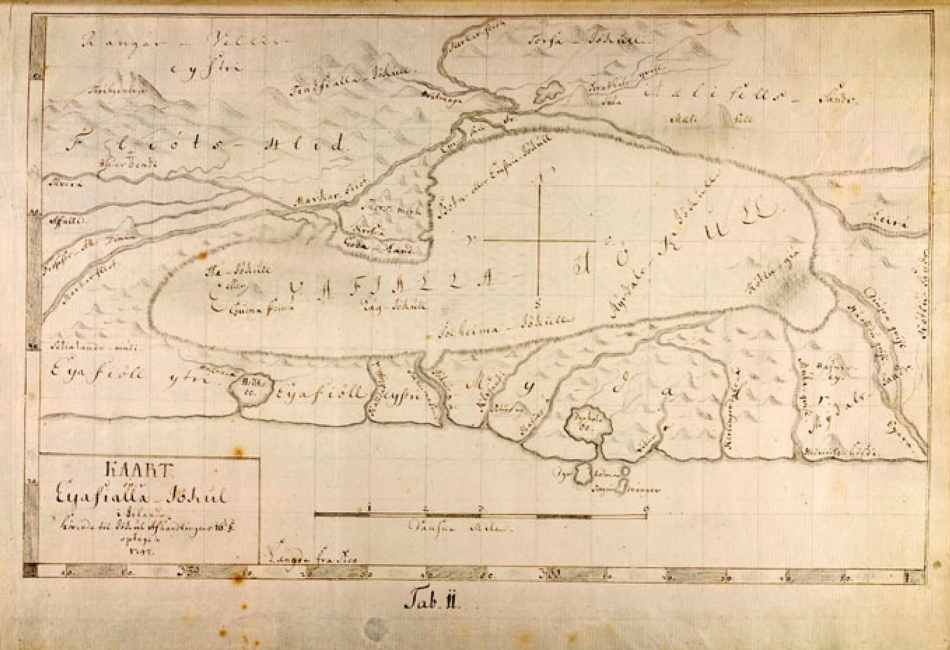
Mapa de Eyjafjallajökull creado por Sveinn Pálsson en 1795.

En su mapa de 1795, los glaciares de Eyjafjallajökull y Mýrdalsjökull estaban conectados por las nieves perpetuas de la cordillera Fimmvörðuháls, también llamada Lágjökull (glaciar bajo), mientras que se denominaba a lo que es actualmente Eyjafjallajökull como Hájöjull (glaciar alto) o Guðnasteinn. Extendiéndose por el norte, estaban los glaciares de salida sin nombre (actualmente llamados Gígjöjull y Steinsholtsjökull). Sveinn Pálsson ubicaba el nombre de Mýrdalsjökull en la zona más oriental. Ese grupo de glaciares al que Sveinn había dado el nombre Eyjafjallajökull, fue dividido por Björn Gunnlaugsson en su mapa de 1849 en Eyjafjallajökull más al oeste, como es actualmente, y Mýrdalsjökull al este, dividido en tres partes.
Un relato popular dice que los habitantes locales habían escondido todos sus ídolos paganos en Goðasteinn (roca de los dioses), la cima del glaciar, cuando el cristianismo fue establecido como la religión legal de Islandia. Se decía que Guðni era un gigante y héroe nacional en el mismo modo que Bárður de Snæfellsás, o bien un esclavo que, después de haber intentado asesinar a su amo, había huido al glaciar donde lo mataron.

## Topografía
El Eyjafjallajökull se encuentra entre el valle Þórsmörk, al norte, y la costa del océano Atlántico, al sur. El glaciar cubre un volcán activo, del mismo nombre, que tiene una altitud de más de 1600 m s. n. m..
La parte superior del glaciar está marcada por una profunda depresión que corresponde a la caldera, de 2,5 kilómetros de diámetro. El pico más alto es una parte del borde del cráter, nombrado Hámundur, con 1651-1666 m s. n. m.. Otros picos secundarios son el Guðnasteinn y el Goðasteinn, que dividen el borde del cráter.
El mar alcanzó los acantilados de las montañas hasta el último período glacial hace unos 10 000 años, pero hoy en día las cascadas de Skógafoss, Seljalandfoss y Glúfurárfoss salen de sus acantilados a unos cinco kilómetros de la costa atlántica.
Al pie meridional del glaciar se encuentran las praderas del distrito Eyjafjallaveist, entre los ríos Markarfljót y Jökulsá, en Sólheimasandur, con granjas en las tierras bajas hasta las colinas, ya que de hecho la zona tiene un clima templado aparte de vendavales ocasionales.
Tiene varios glaciares de salida: Akstaðajökull, Gígjökull (Falljökull), Hvannárjökull, Kaldaklifsjökull (Kaplaskarðsjökull), Seljavallajökull (Tungugilsjökull), y Steinsholtsjökull.
Mýrdalsjökull y Eyjafjallajökull forman juntos un glaciar que se separó solamente a mediados del siglo XX en una porción oriental grande y otra occidental más pequeña respectivamente. La zona que los une, Fimmvörðuháls, es una cordillera plana que se eleva a una altura media de 1132 m.

## Hidrología
Las aguas que se funden del Eyjafjallajökull alimentan muchos ríos que descienden de las pronunciadas laderas del volcán formando profundos cañones, como Stakkholtsgjá bien conocidos por los excursionistas.
Las numerosas cascadas que se forman atraen a muchos turistas, como Seljalandsfoss, de 65 metros de altura, o Skógafoss en el recorrido del río Skógá, de 62 metros de altura, que también recibe agua del deshielo del Mýrdalsjökull.

### Glaciares derivados

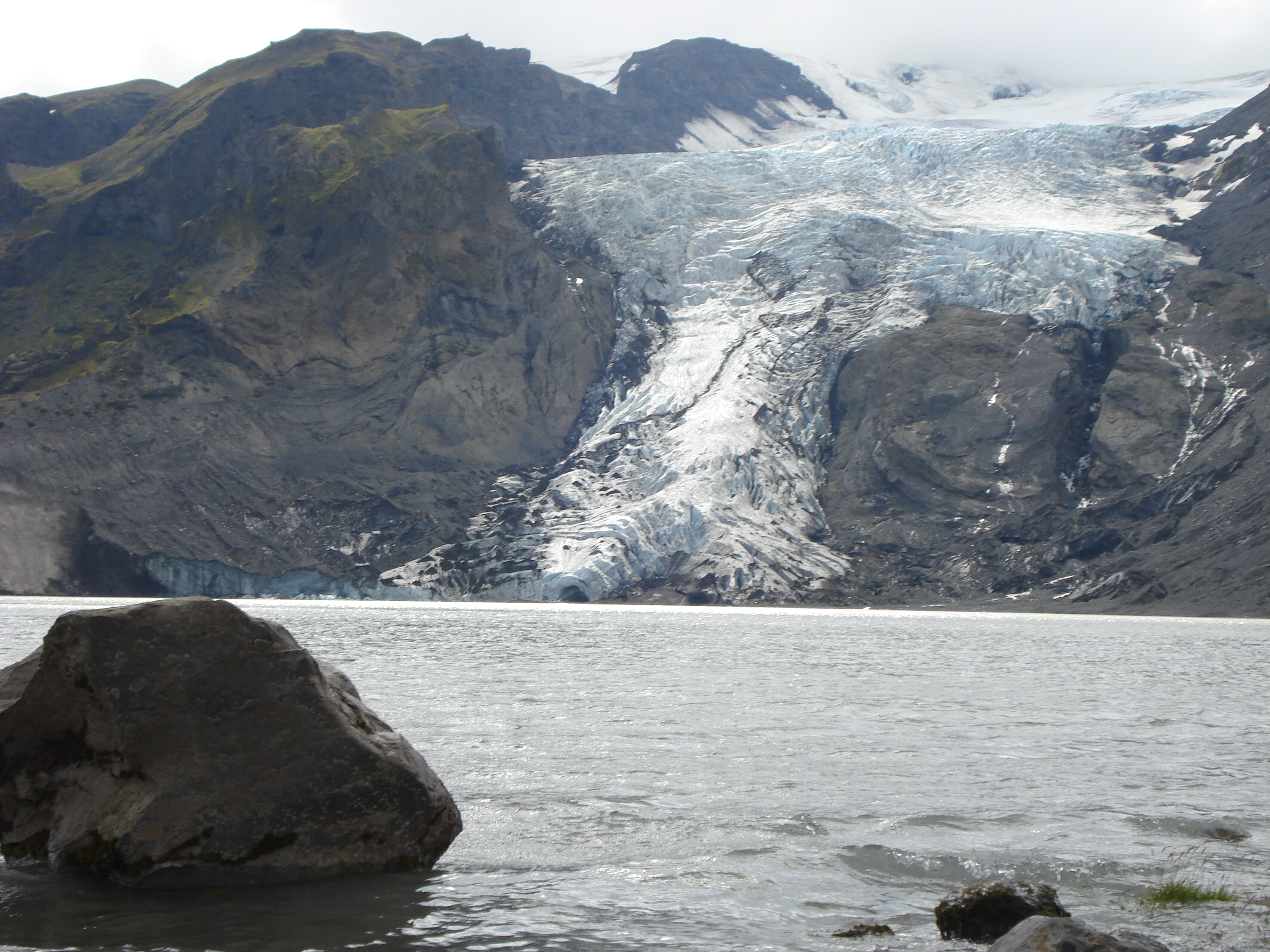
Glaciar Gígjökull.

- Akstaðajökull es un glaciar en el noroeste, que debe su nombre a la granja abandonada de Akstaðir, cuyo nombre alternativo es Kaplaskarðsjökull.[15]
- El glaciar Gígjökull es la parte que se desprende hacia el norte, que cae a través de una abertura en el borde del cráter del volcán Eyjafjallajökull hasta el nivel del suelo.[16] Su nombre alternativo es Falljökull, y antiguamente se denominaba Skriðjökull.[17] Esta lengua glacial presenta un curso irregular que desciende desde los 1400 metros del cráter en la vertiente norte, y que es especialmente visible desde la carretera que conduce al valle Þórsmörk. Termina en un lago llamado Jökullón.[1]
- Hvannárjökull es un glaciar saliente de la parte noreste, que debe su nombre al río Hvanná,[18] en donde desemboca.
- El glaciar de salida en el margen meridional, Kaldaklifsjökull, debe su nombre al paso de montaña de Kaldaklif.[19]
- Seljavallajökull es el glaciar de salida en el margen sur, anteriormente llamado Tungugilsjökull, y debe su actual nombre a la granja de Seljavellir.[20]
- El glaciar saliente Steinsholtsjökull es la parte que desciende hacia el valle de Þórsmörken, en el margen norte, por fuera del cráter.[21]